# Харківський науково-дослідний інститут козацтва
Харківський науково-дослідний інститут козацтва (ХНДІК) (з 8 грудня 2003 року по 22 грудня 2009 року — Науково-дослідний центр козацтва імені гетьмана Мазепи) (рос. Харьковский научно-исследовательский институт казачества, англ. Research Center of the cossacks of the name of hetman Mazepa) — наукова[перевірити] недержавна установа, створена у 2003 році в місті Харкові для дослідження історичних, патріотичних, військових, духовних та культурних традицій українського козацтва і сучасних козацьких рухів в Україні. Свого часу носив ім'я гетьмана України Івана Мазепи.
За наукові досягнення працівники Центру нагороджені відзнаками Президента України, Кабінету Міністрів України, Почесними грамотами Харківської обласної державної адміністрації та обласної ради, орденами — Бронзовим, Срібним та Золотим Хрестами Українського реєстрового козацтва та іншими громадськими нагородами і відзнаками.

## Напрямки діяльності

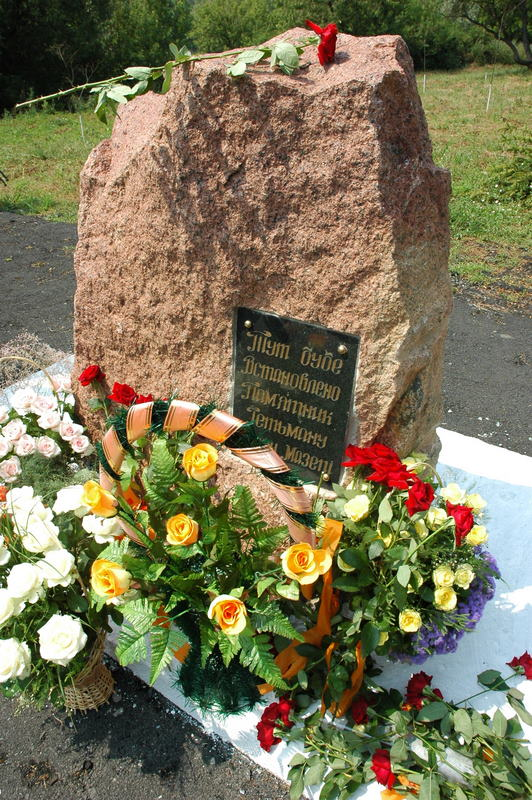
Камінь, встановлений за участі Центру козацтва, де заплановано встановити пам'ятник гетьману Мазепі, Коломак

- Дослідження історії українського козацтва, його ролі у формуванні національної самосвідомості і культури, боротьби за українську державність;
- Дослідження біографістики гетьманів і генеральної старшини українського козацтва, публікація результатів цих досліджень в книжкових і електронних енциклопедичних виданнях;
- Здійснення науково — дослідницької і суспільно — краєзнавчої роботи з виявлення нових об'єктів історії українського козацтва;
- Публікація статей про спадщину історії, культури і традицій в наукових виданнях і засобах масової інформації, організація документальних виставок з цих питань;
- Організація наукових конференцій, семінарів, симпозіумів з проблем історії і культури українського козацтва;
- Створення і пропаганда документальних фільмів про історію українського козацтва;

## Структура інституту
Структурно Центр поділяється на наукові сектори: історії козацтва, козацької педагогіки, козацького мистецтва, ідеології козацтва тощо. Керівним органом є науково — експертна Рада, до складу якої входять член-кореспондент Національної академії наук України професор Шевченко А. І., член-кореспондент Академії екологічних наук України професор Ярещенко А. П., академік Міжнародної кадрової академії, професор Дубровський М. Л., член — кореспондент Міжнародної кадрової академії, професор Мазепа М. М., заслужений діяч мистецтв України, доктор педагогічних наук, професор Перепеляк І. М., письменник, психолог, професор Гітін В. Г. та ін.

## Діяльність інституту

Наукова конференція «Козацтво-духовність і патріотизм», організована Науково-дослідним Центром козацтва імені гетьмана Мазепи

Видано ряд монографій, три з яких рекомендовані як навчальні посібники для загальноосвітніх середніх шкіл України. Наукові співробітники Центру виступили як співавтори фундаментальної наукової праці «Україна козацька. 2003–2006 роки». Було опубліковано понад 150 статей в наукових виданнях і засобах масової інформації. Підготовлені і показані на каналах телебачення 12 документальних фільмів про сучасні козацькі рухи України.
Наукові співробітники Центру брали участь у Всеукраїнських Великих козацьких Радах за участі Президента України, Радах Українського козацтва при Президентові України, в розробці проєкту Закону України «Про Українське козацтво», організували проведення в Харкові міжнародного форуму козацьких організацій Слобожанщини, козацтва Дону та Кубані, взяли участь у ІІ Всесвітньому з'їзді козаків в Новочеркаську, міжнародних науково — практичних конференціях в Донецьку, Полтаві та Батурині.
У 2008 році Центр взяв участь у створенні Міжнародної організації «Родина Мазеп». 3 листопада 2009 Науково-дослідний Центр козацтва імені гетьмана Мазепи разом із Міжнародною організацією «Сім'я Мазеп» спільно виділили 50 тис. грн. для будівництва пам'ятника гетьману Мазепі у селищі Коломак Харківської області і запропонували перейменувати площу Рози Люксембург в Харкові на площу Івана Мазепи.

Нагородження Центру почесною відзнакою — «Священний оберіг Родини Мазеп» І ступеню

На це зреагував лідер харківської обласної організації Партії регіонів Дмитро Шенцев, який заявив, що Партія регіонів буде перешкоджати установці в Харківській області пам'ятника гетьману Мазепі.
У 2009 році Науково-дослідний Центр козацтва імені гетьмана Мазепи та Міжнародна організація «Сім'я Мазеп» направили до Міністерства культури і туризму України пропозицію про розробку туристичних маршрутів «Місцями гетьмана Мазепи». Передбачається, що таких маршруту буде два: міжнародний і внутрішньоукраїнський. Міжнародний маршрут: Київ-Мазепинці-Бендери (ПМР)-Молдова-Галац (Румунія)-Переяслав-Київ та внутрішньоукраїнський: Київ-Чернігів-Батурин-Лебедин-Коломак-Полтава-Біла Церква-Мазепинці-Переяслав — Київ .
У перспективі Центр козацтва планує розробку нового міжнародного туристичного маршруту Україна-США-Австралія-Україна. Так, тільки в Америці, є три міста, що носять назву Мазепа (штати Міннесота, Пенсільванія і Південна Дакота), а в Австралії є Національний парк імені Мазепи.

## Літературна премія імені гетьмана Мазепи
Літературна премія імені гетьмана Мазепи заснована Центром у 2003 році і вона складається з грошової винагороди, нагрудного знаку, виготовленого і з срібла, настінного сертифікату і посвідчення. До складу комітету з присудження премії входять бізнесмени, вчені та письменники. Розмір грошової винагороди комітетом не розголошується. Премію імені гетьмана Мазепи присуджують щорічно за найкращу публікацію року в галузі історії козацтва в номінаціях «Публіцистика», «Художня література» і «Поезія» Вручається 20 березня, в день народження гетьмана Мазепи.

## Орден гетьмана Мазепи

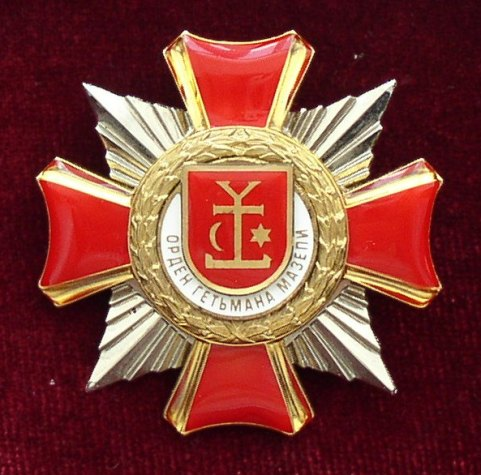
Орден гетьмана Мазепи

Заснований Центром 20 березня 2003 року для відзначення громадян, що сприяють розвитку економічної і політичної незалежності України, відродження історичних, патріотичних і культурних традицій українського народу. Знак ордена виготовляється з латуні і має форму рівновеликого хреста з увігнутими всередину кінцями. Хрест встановлено на нікельовану платформу у вигляді квадрата, сторони якого увігнуті всередину. Кути квадрата оброблені у вигляді променів, що розходяться врізнобіч. Сторони хреста покриті емаллю червоного кольору. Зверху на хрест встановлюється позолочений медальйон з орнаментом. У медальйон вставляється кругла вставка, покрита білою емаллю з написом «Орден гетьмана Мазепи». Зверху до цієї вставки кріпиться закруглений щит із зображенням герба гетьмана Мазепи, покритий емаллю червоного кольору.
Розмір знака між протилежними кінцями — 50 мм, позолоченого медальйона 26 мм і вставки з написом 18 мм. Ширина щита становить 13 мм, а висота — 15 мм. Зворотний бік знака плоский, з вигравіруваним номером знака ордена. Кріплення до одягу здійснюється за допомогою шпильки прикріпленою до зворотної сторони ордена.

## Відео про козацтво, створені за участі інституту
- День Українського козацтва у Харкові
- Гетьман Мазепа-національний герой України
- Гетьман Мазепа на Харківському телебаченні